# Millersville (Tennessee)
Pour les articles homonymes, voir Millersville.
Millersville est une municipalité américaine située dans les comtés de Robertson et de Sumner au Tennessee. Lors du recensement de 2010, sa population est de 6 440 habitants.

## Géographie
Selon le Bureau du recensement des États-Unis, la municipalité s'étend en 2010 sur une superficie de 13,71 milles carrés (35,51 km2). L'essentiel de Millersville se trouve dans le comté de Smuner, qui compte 4 977 habitants sur 11,67 milles carrés (30,23 km2).
Autrefois rurale, Millersville est devenue une ville-dortoir de la banlieue nord de Nashville, ville distante d'environ 25 km.

## Histoire
Dans les années 1870, la région de Millersville est appelée TiWhoppetti, signifiant « vallée des eaux froides » en Cherokee.
Millersville devient une municipalité en 1981. Elle compte alors 1 214 habitants. Durant les décennies suivantes, elle voit sa population augmenter grâce à l'annexion de communautés voisines et à l'afflux d'habitants de Nashville.

## Démographie
La population de Millersville est estimée à 6 742 habitants au 1er juillet 2016.
Le revenu par habitant était en moyenne de 24 200 dollars par an entre 2012 et 2016, en-dessous de la moyenne du Tennessee (26 019 dollars) et de la moyenne nationale (29 829 dollars), malgré un revenu médian par foyer supérieur (60 143 dollars contre 46 574 et 55 322 dollars). Sur cette même période, 8,4 % des habitants de Millersville vivaient sous le seuil de pauvreté (contre 15,8 % dans l'État et 12,7 % à l'échelle des États-Unis).